# جغرافيا ليبيا
25°00′N 17°00′E / 25.000°N 17.000°E

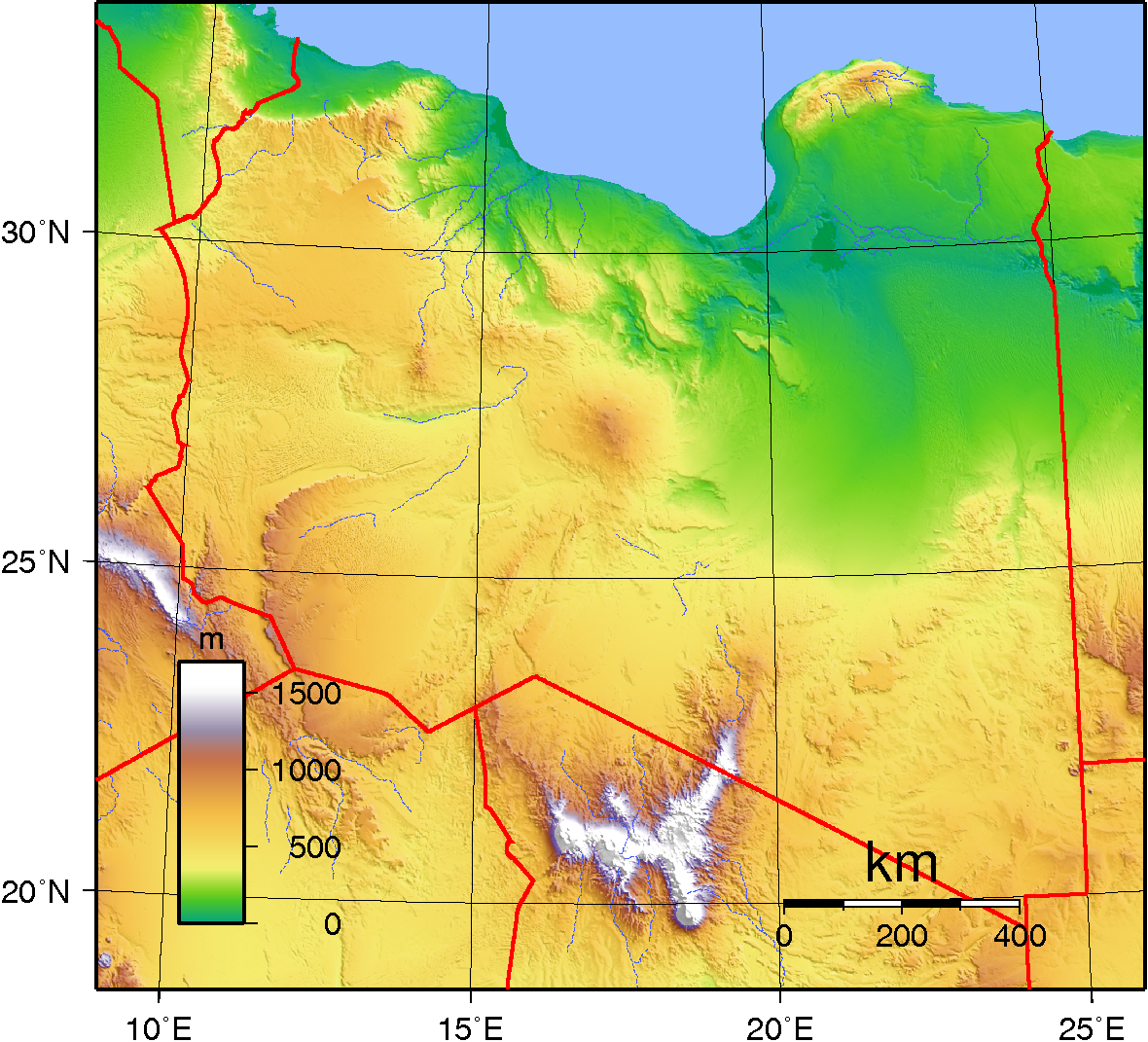
طبوغرافية ليبيا

بمساحة تصل إلى 1,760,000 كيلومتر مربع وبساحل يطل على البحر المتوسط يصل طوله إلى 1850 كيلومتر، تعتبر ليبيا رابع أكبر البلدان مساحة في أفريقيا، والسادسة عشرة على مستوى العالم. وساحلها يقع بين ساحلي تونس ومصر، كما أن الاستكشافات النفطية في ستينيات القرن العشرين منح البلد ثراء بسبب ثروتها، قبل هذا اعتبرت مهمة بسبب موقع الجغرافي في وسط الشمال الأفريقي.

## ملخص جغرافي
تشكل الصحارى القسم الأكبر من الأراضي الليبية، والأراضي عبارة عن هضبة هي امتداد للهضبة الأفريقية، وعن سهل ساحلي يمتد على طول البحر المتوسط. فيها واحات كثيرة، وأهم جبالها الجبل الأخضر على المتوسط في الشمال الشرقي، الجبل الغربي (جبل نفوسة) في الشمال الغربي، جبال أكاكوس الذي تم بها اكتشاف مومياء يعتقد أنها من بين الأقدم في العالم وجبال تيبستي في الجنوب وبها أعلى قمة هي قمة بتة وارتفاعها 2286 متراً.

## المساحة والحدود
المساحة:
المجموع: 1,759,540 كم مربع
اليابسة: 1,759,540 كم مربع
مياه : 0 كم مربع

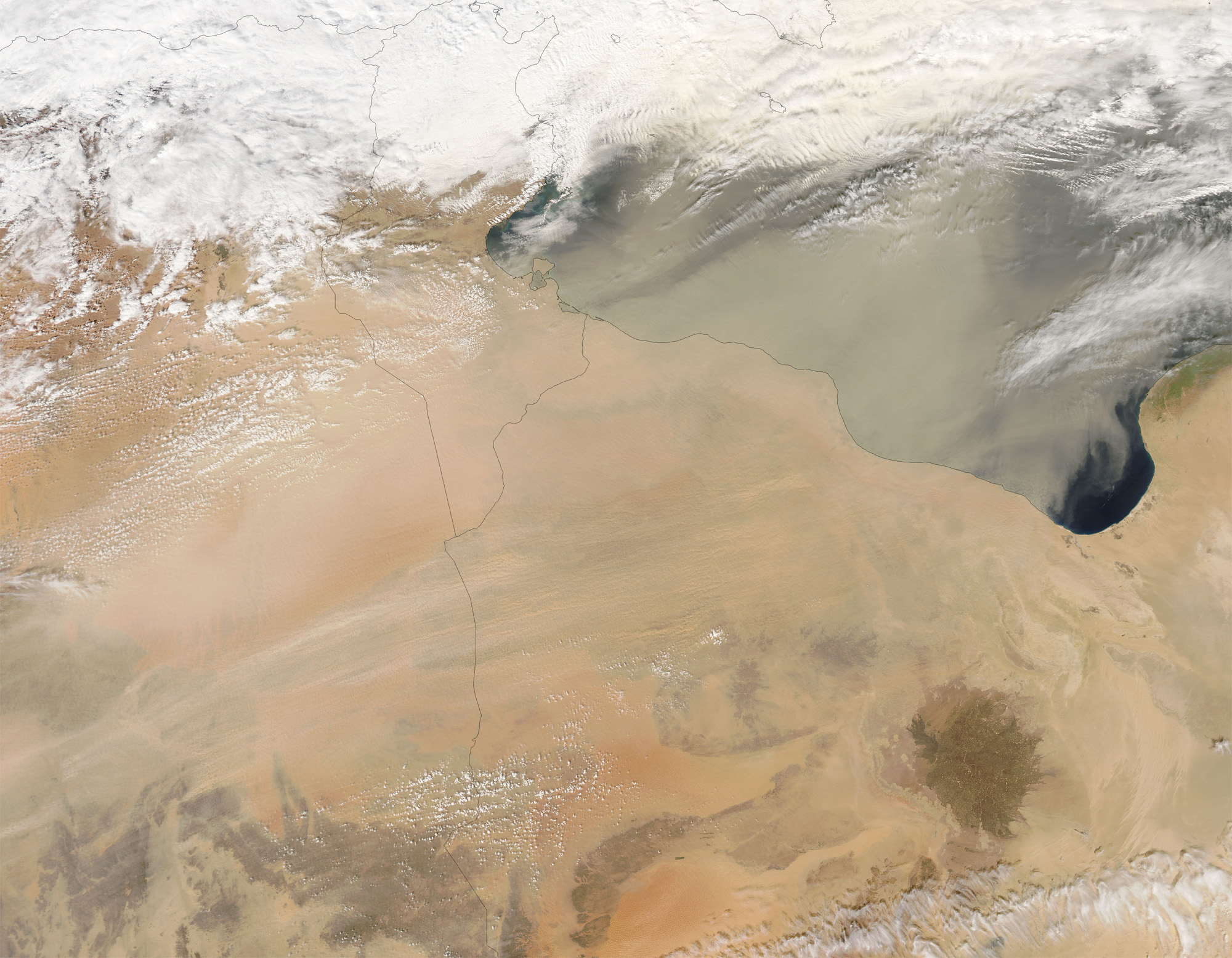
عاصفة رملية فوق إقليم طرابلس في ليبيا.

مقارنة: ليبيا هي رابع أكبر بلد في أفريقيا، أي سبعة أضعاف حجم المملكة المتحدة، وأكبر قليلا من آلاسكا. أصغر قليلا من نونافوت، كندا.
الحدود:
المجموع: 4383 كم
البلدان المجاورة: الجزائر 982 كم، تشاد 1055 كم، مصر 1150 كم، النيجر 354 كم، السودان 383 كم، تونس 459 كم.
الشريط الساحلي: 1952 كم
المطالبات البحرية:
المياه الإقليمية: 12 ميل بحري (22.2 كم، 13.8 ميل)
ملاحظة: خليج سرت خط الختام - 32 درجة، 30 دقيقة شمالا.
حصرية منطقة الصيد: 62 ميل بحري (114.8 كم، 71.3 ميل)

## المناخ والموارد المائية

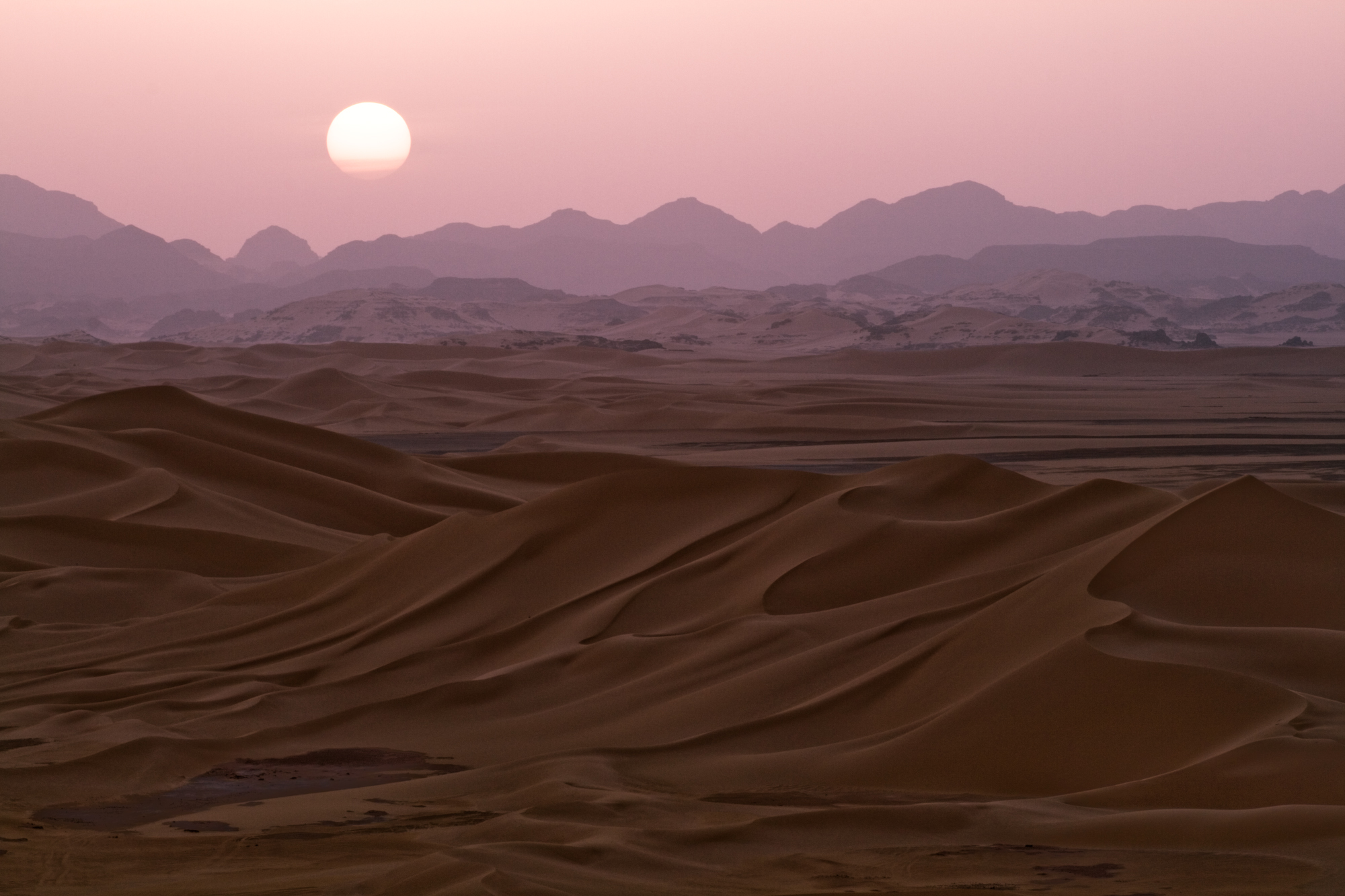
صحراء في فزان، ليبيا

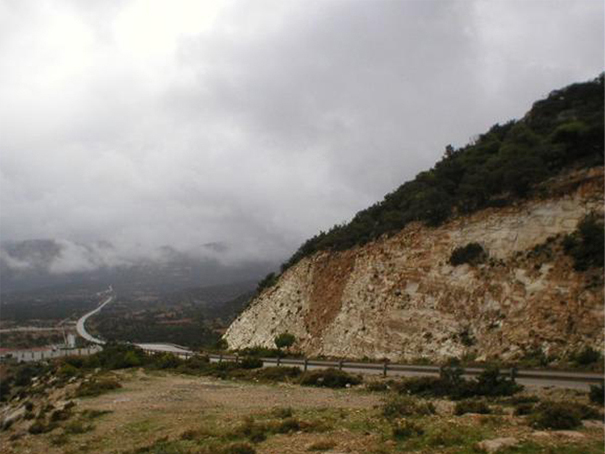
الجبل الأخضر يسجل متوسط للأمطار بين 400 و600 مليمتر.

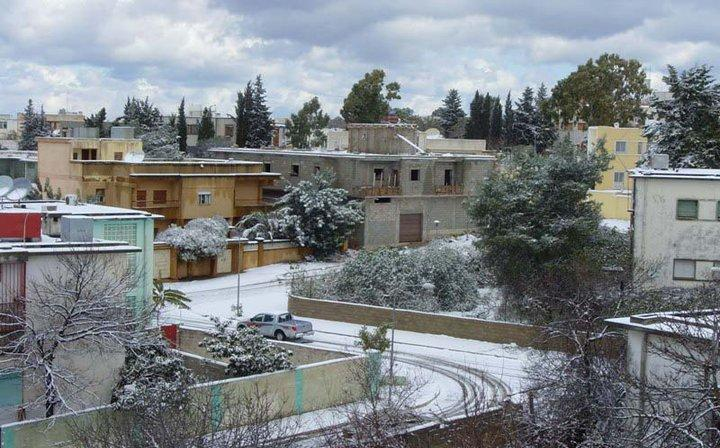
ثلوج في مدينة البيضاء

تتكون معظم مساحة ليبيا (1,7 مليون كلم مربع) من تضاريس صحراوية: حمادات يتوسطها الرق أو عروق. تغطي المرتفعات مساحة كبيرة، وتنحصر السهول بموازاة الساحل المتوسطي تضيق في الشرق وتتسع في الوسط.
مناخيا يتأثر الشريط الساحلي بالمؤثرات المتوسطية بينما تشمل المؤثرات الصحراوية معظم البلاد 95% من المساحة العامة مما يجعل جريان جميع الأنهار موسميا.
يمكن تقسيم ليبيا إلى خمس مناطق مناخية مختلفة، ولكن المناخات السائدة هي مناخ البحر الأبيض المتوسط وصيفه الساخن والمناخ الصحراوي (كوبين تصنيف المناخ وكالة الفضاء الكندية وBWh و). في معظم الأراضي المنخفضة الساحلية، فالمناخ هو البحر الأبيض المتوسط، مع صيف حار أو حار جدا وشتاء معتدل. الأمطار قليلة نسبيا. يكون الطقس أكثر برودة في المرتفعات، ويحدث الصقيع في أقصى الارتفاعات. في المناطق الداخلية الصحراوية، على الرغم من ارتفاعها نسبيا، فصيفها حار جدا بسبب دوام السماء صافية والجو الجاف. سجلت في السابق أعلى درجة حرارة على الإطلاق في 13 سبتمبر 1922 في العزيزية، ليبيا ، كما سجلت مدينة االبيضاء (ليبيا)لبيضاء 414 مليتمر في 11 سبتمر 2023 وهي اعلى كمية امطار تشهدها البلاد في يوم واحد جراء عاصفة دانيال 2023 .
نحو 2٪ من التراب الوطني ويتلقى كميات كبيرة من الأمطار تناسب الزراعة في أراضيها، حيث أكبر معدل لهطول الأمطار في منطقة الجبل الأخضر في برقة، حيث يتم تسجيل سقوط الأمطار السنوي بين 400 إلى 600 مم. جميع المناطق الأخرى من البلاد تتلقى أقل من 400 ملم، وفي الصحراء الكبرى 50 ملم أو أقل. هطول الأمطار في كثير من الأحيان غير منتظم. على سبيل المثال، تركت فيضانات شديدة في عام 1945 طرابلس تحت الماء لعدة أيام، ولكن بعد عامين حل جفاف شديد لم يسبق له مثيل نتج عنه فقدان الآلاف من رؤوس الماشية.
ونتيجة للنقص في هطول المطار ة عدم توفر أنهار دائمة الجريان في البلاد، في عام 1987 ونتيجة للظروف المحدودة للغاية لاقامة بنية زراعية في البلاد كأساس لاقتصاد سليم ومتنوع سعت السلطات حينهاإلى ايلاء أهمية كافية لتبرير وجود أمانة «وزارة» السدود والموارد المائية، كم عُد الحاق أي ضرر بمصادر المياه يمكن أن يعاقب عليه بغرامة ثقيلة أو السجن.
شيدت الحكومة شبكة من السدود في الأودية ومجاري المياه الجافة التي تُكون السيول بعد هطول الأمطار الغزيرة. وتستخدم هذه السدود على حد سواء كما خزانات المياه للسيطرة على الفيضانات. وتتم تسوية الأودية بشدة لأن التربة في قيعان بها في كثير من الأحيان الصالحة للزراعة، وارتفاع منسوب المياه الجوفية في الأماكن القريبة منها يجعل المواقع ملائمة لحفر الآبار، ومع ذلك، فإن منسوب المياه الجوفية آخذ في الانخفاض بمعدل ينذر بالخطر، ولا سيما في مجالات الزراعة المكثفة وبالقرب من المراكز الحضرية. وقد أعربت الحكومة عن قلقها إزاء هذه المشكلة وبسبب ذلك حولت مشاريع تنمية الموارد المائية، وخاصة حول طرابلس، للادارات المحلية حيث الطلب على موارد المياه الجوفية هو أقل كثافة. وتعهدت بمشاريع تشجير واسعة النطاق.
هناك أيضا العديد من الينابيع، وتلك الأنسب للتنمية المستقبلية التي تحدث على طول حواف الجبل الغربي والجبل الأخضر. هناك أيضاً طبقات المياه الجوفية تحت سطح الأرض والموجودة في الصحراء. منها مخزون في واحة الكفرة في جنوب شرق برقة، كذلك في فزان في الصحراء الجنوبية الغربية. في أواخر السبعينيات من القرن العشرين، تم حفر الآبار في الكُفرة وسبها كجزء من جهود التنمية الزراعية الرئيسية. ومن أكبر تلك المشاريع النهر الصناعي العظيم، الذي بدأ في عام 1984. والذي هدف للاستفادة من المياه الجوفية الهائلة في الكفرة، السرير، والواحات وسبها لنقل المياه الناتجة إلى ساحل البحر المتوسط لاستخدامها في الري والصناعية المشاريع.

## المنطقة والحدود

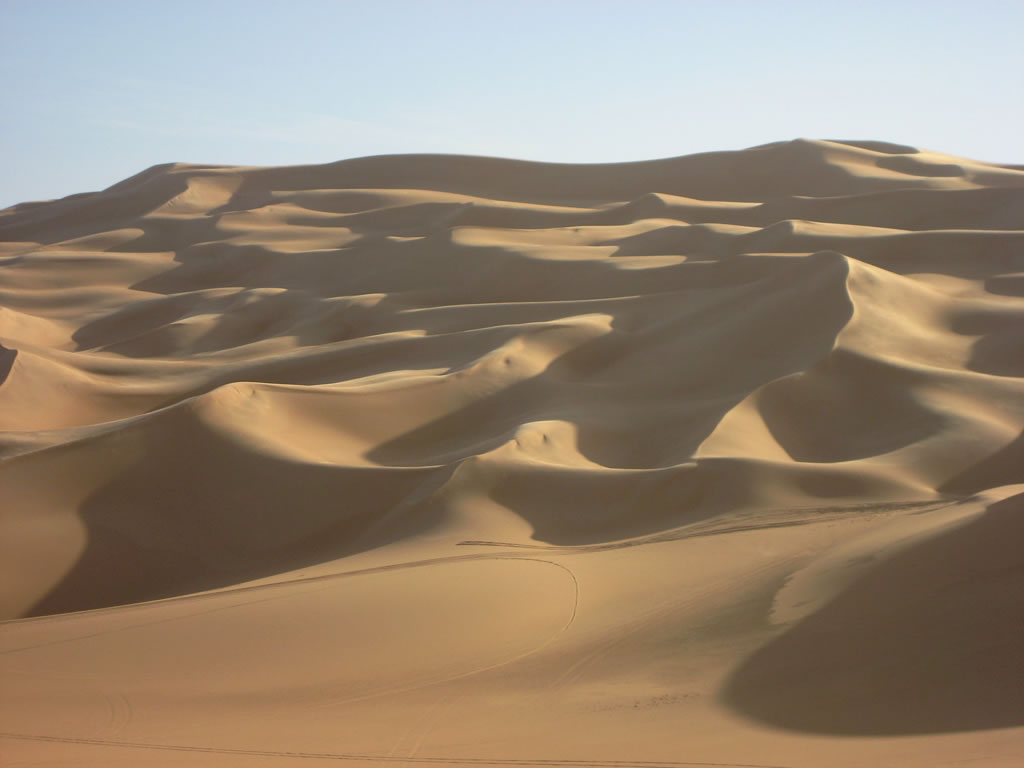
تلال رملية.

### التضاريس واستعمال الأراضي
التضاريس:
معظمها قاحلة، سهول مسطحة إلى متموجة، سهول، منخفضات
الارتفاعات:
أخفض نقطة: سبخة غزيل (- 47 متر)
أعلى نقطة: قمة بتة (2267 متر)
الموارد الطبيعي:
النفط، الغاز الطبيعي، الجص
استخدام الأرض:
الأراضي الصالحة للزراعة: 0.99٪
المحاصيل الدائمة: 0.19٪
أخرى: 98.82٪ (2011)
الأراضي المروية: 4 700 كيلومتر مربع (2003)
إجمالي موارد المياه المتجددة: 0.7 0.7 كم3 (0.17 متر مكعب ميل) (2011)

## المخاوف البيئية
الأخطار الطبيعية: الرياح الجنوبية الساخنة والمحملة بالغبار والرمال والتي يطلق عليها (قبلي) وتدوم من 1-4 أيام في فصلي الربيع والخريف؛ عواصف الغبار والعواصف الرملية.
البيئة - القضايا الراهنة: التصحر؛ محدودية موارد المياه العذبة الطبيعية؛ مشروع النهر الصناعي العظيم، اعتبر من أكبر مشاريع تنمية المياه في العالم، وخصص لجلب المياه من المخزون الجوفي الكبير جنوبي البلاد في خزانات كبيرة في الصحراء إلى المدن الساحلية.
البيئة - الاتفاقات الدولية:
(جزء من): التنوع البيولوجي، تغير المناخ، بروتوكول كيوتو لتغير المناخ، التصحر، الأنواع المهددة بالانقراض، النفايات الخطرة، منع التلوث البحري، حماية طبقة الأوزون، تلويث السفن، الأراضي الرطبة.
وقعت، ولكن لم تصادق: اتفاقية الأمم المتحدة لقانون البحار